# BSニュース50
『BSニュース50』（ビーエスニュースごぜろ）は、1994年4月4日から2004年10月31日までNHK衛星第1テレビ（BS1）で放送された、ヘッドラインニュース番組。番組名は毎時50分開始であることに由来している。略称はBS50。前身番組『BS55』（ビーエス ファイブファイブ）についても本項目で解説する。

## 概要
1992年4月6日、『BS55』として放送が開始された。番組名は毎時55分開始であることに由来しており、総合テレビやラジオ第1放送の定時ニュースと同じ5分間番組だった。時間帯によっては世界と日本の過去のニュースを1本ずつ映像で振り返るWha'ts Today（BS1で放送されていた5分番組『ニュースで見る昔の日本』に世界のニュースを足した形に近い）や世界と日本の催事情報を扱うEventPickup、BS1の番組案内のみを扱う時間帯が存在した。
1994年4月4日より番組名が『BSニュース50』に改題され、毎時50分から毎正時までの定時放送へと大幅にリニューアルされる。これによって取り上げるニュース等を大幅に増やせるようになり、総合テレビの定時ニュースとの差別化も図られた。当初は平日のみの放送で土曜日午前帯のみ『BS55』を継続していたが1995年4月からは土曜日にも拡大、1996年4月からは日曜日にも開始、やがて平日深夜と土日祝日の夜間・深夜を除くほぼ全ての時間帯で毎日放送されるようになる。
主なニュースを10項目紹介。ヘッドライン・本編で紹介する"TOP5"と、フラッシュニュースで紹介する"NEXT5"で構成。合間にNHK発のリポートの他、海外の提携放送局のリポートを紹介。最後は市況・気象情報。
プロ野球中継があるときにはイニングの合間に短縮版を挿入放送していたが、その際には中継を中断せずにニュース映像と試合映像（無音声）を一緒に映し、ナイトゲームの際には当初こそ20:50だったものの後に試合展開を考慮して20:50の回を20:30過ぎに繰り上げて挿入するなど、柔軟な編成がなされていた。番組初期20:50が放送できない場合は21:20から放送していた。また、オープニングCGの冒頭で大きく時刻が表示されたり、担当キャスターを映すスタジオ内のカメラアングルが変化に富んでいた。時計タイトルは毎正時前50分と21:20が用意されていた。毎正時前に放送できない場合はBSニュースのタイトルCGで対応した。

### 放送の終了
2004年5月、NHKは同年11月1日からBS1の放送体系を「24時間ニュースチャンネル化構想」に基づいて全面改編する旨を発表し、本番組の打ち切りと『NHK BSニュース』の新設（事実上の発展終了）などが明らかにされた。
改編は発表どおり実施されることになり、2004年10月31日の18時50分の回をもって放送を終了、新番組としての『BSニュース』は11月1日午前5時（起点）の放送から終日放送を開始した。しかし最終回では本番組が終了することに触れられず、新番組『NHK BSニュース』の放送開始についても説明されなかった。2004年3月27日に一新されたばかりだったBGMやタイトルロゴ等のCGは引き継がれることなく、わずか7か月あまりで使用終了となった。

## 放送時間
毎日、朝から夜にかけての毎時50分から毎正時（00分）までの10分間（放送しない時間あり）。平日は6:50に始まり、21:50まで放送（19:50は放送なし）。土日・祝日は7:50に始まり、18:50まで放送。一部の時間帯ではNHKワールドTV（海外向け）でも放送されていた（英語でのタイトルは「NHK News 50」となっていた。）。なお、台風・地震など本州に直接影響する自然災害が起きた場合や、戦争・紛争などの緊急的な有事があった場合はこの限りではなく、深夜～早朝を含め臨時の設置を含めて適宜放送したことがあった他、「8波全中」以外は深夜・早朝のニュース放送を、総合テレビとBS2と同時放送にしたことがあった。「BSニュース」への移行後は、原則として深夜～早朝も含め、毎時1回は必ず放送されている。
いずれも放送開始時刻。スポーツ中継等で短縮・休止の時あり。※は「BSニュース」5分間の短縮版。
|                   | 06:50 | 07:50 | 08:50 | 09:50 | 10:50 | 11:50 | 12:50 | 13:50 | 14:50 | 15:50 | 16:50 | 17:50 | 18:50 | 19:50 | 20:50 | 21:50 | 22:55※ |
| 1994.04 - 1996.03 | ×     | ○     | ○     | ○     | ○     | ○     | ○     | ○     | ○     | ○     | ○     | ○     | ○     | ×     | ○     | ×     | ×      |
| 1996.04 - 1998.03 | ×     | ○     | ○     | ○     | ○     | ○     | ○     | ○     | ○     | ○     | ○     | ○     | ○     | ×     | ○     | ×     | ×      |
| 1998.04 - 2003.03 | ○     | ○     | ○     | ○     | ○     | ○     | ○     | ○     | ○     | ○     | ○     | ○     | ○     | ×     | ○     | ×     | ×      |
| 2003.04 - 2003.10 | ○     | ○     | ○     | ○     | ○     | ○     | ○     | ○     | ○     | ○     | ○     | ○     | ○     | ×     | ○     | ○     | ○      |
| 2003.11 - 2004.03 | ○     | ○     | ○     | ○     | ○     | ○     | ○     | ○     | ○     | ○     | ○     | ○     | ○     | ×     | ○     | ○     | ×      |
| 2004.04 - 2004.10 | ○     | ○     | ○     | ○     | ○     | ○     | ○     | ○     | ○     | ○     | ○     | ○     | ○     | ×     | ○     | ○     | ○      |

## 出演者
出演期間を示す数字の単位はいずれも年度である。
- ☆BS55のみ
- ★BS55　BS50（おはよう世界のトップニュース兼任）
- ※「NHK BSニュース」に継続出演
- ※※本番組の終了後、他番組の担当期間を経て「NHK BSニュース」に出演

### 契約キャスター
- 平尾由希　：2004※
- 江崎友基子：2004※
- 伊藤和美　：2004※
- 目黒陽子　：2004
- 浜野由起子：2004※※
- 中村麦香　：2004※※
- 伊藤奈美　：2002 - 2004※
- 栗本法子　：2002 - 2004※
- 大隅智子　：2002 - 2003
- 山根広子　：2002 - 2003
- 岡野由美子：2001 - 2003
- 池崎美盤　：2000 - 2004※
- 加藤信子　：1999 - 2000
- 小畑千英　：1998 - 2001
- 山本いつ子：1997 - 2001
- 新井伸子　：1997 - 1999
- 住友真世　：1997 - 1998
- 長谷川園子：1996
- 柿崎元子　：1996
- 吹田明日香：1994 - 1995
- 雲野右子：1994 - 1995
- 久田直子　：1994 - 1995
- 千葉真由美：1992　1994★
- 久下香織子：1992 - 1993☆
- 磯和睦美　：1993☆
- 横山律子　：1992☆
- 架谷千草　：1992☆
- 筒井淳子　：1992☆
- 谷本瑞穂　：1992☆
- 山田真理子：1992☆

### NHK職員（アナウンサー・記者・解説委員）
- 岩槻里子　：2004
- 安部みちこ：2004
- 住吉美紀　：2004
- 柴田祐規子：2003 - 2004
- 滝島雅子　：2003 - 2004
- 山本美希　：2003 - 2004
- 鹿島綾乃　：2003 - 2004
- 村上由利子：2003 - 2004
- 比留木剛史：2004※※
- 鈴木桂一郎：2004※
- 宮田修　　：2003 - 2004※
- 高橋美鈴　：2003
- 與芝由三栄
- 秋野由美子
- 高井真理子
- 兼清麻美
- 柘植恵水　：2000
- 石井麻由子：2000
- 宮本愛子　：1999 - 2000
- 滝内泉　　：1998
- 阿部陽子　：1998
- 石井麻由子：1998 - 2000
- 黒崎めぐみ：1997
- 古屋明信　：（主に週末を担当）
- 野村正育　：1994 - 1996（国際部記者兼務）
- 太田昌宏　：1993 - 1994（記者）★
- 大垣嘉彦　：1993 - 1994（記者）★
- 堀内敏宏　：1992（解説委員）☆
- 松尾正洋　：1992（解説委員）☆

## テーマ曲
- 1994年4月 - 1995年3月
- 1995年4月 - 1999年3月
- 1999年4月 - 2004年3月
- 2004年4月 - 2004年10月